# Wathanismo

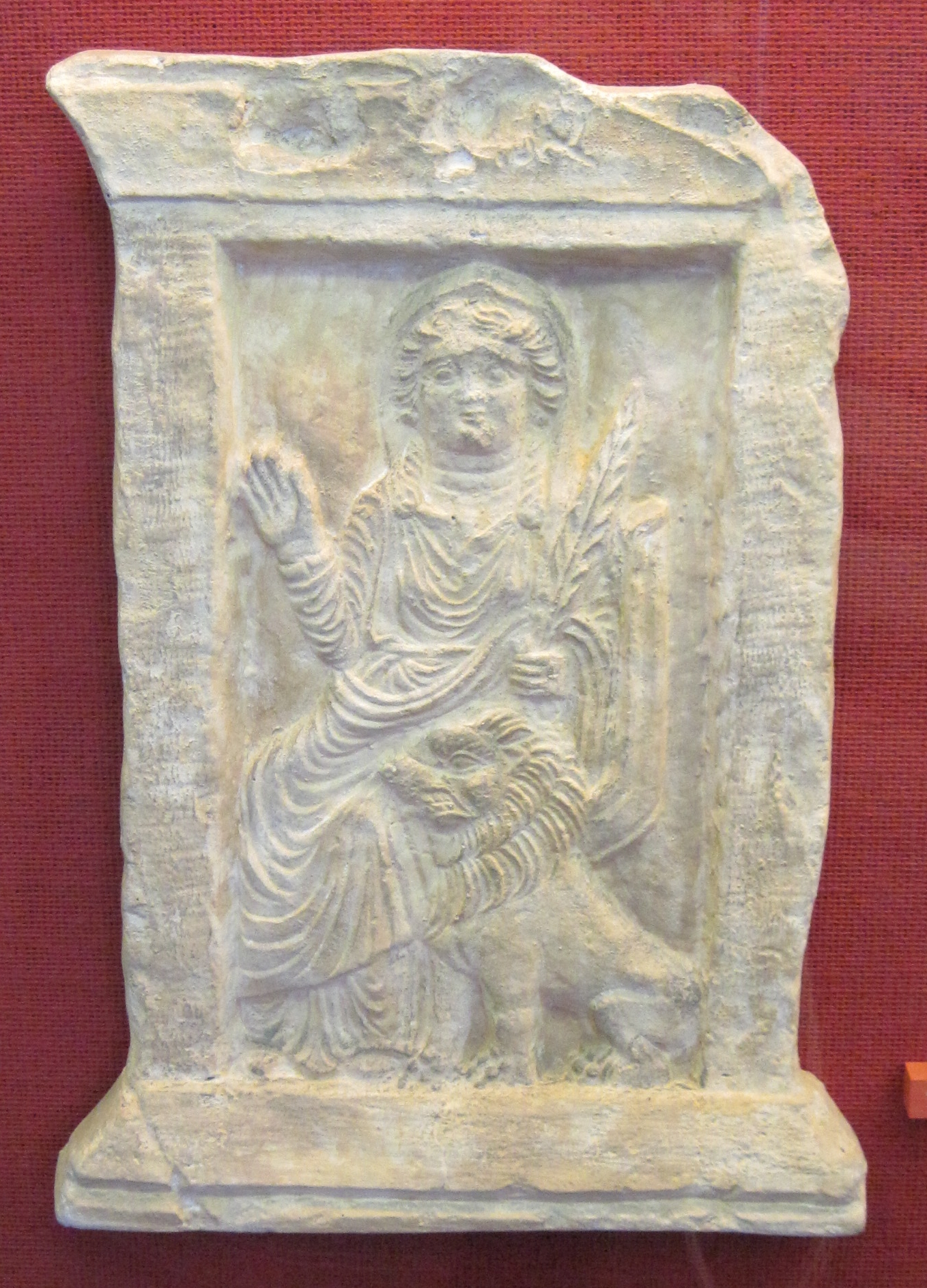
Imagem da deusa Al-Lat, Palmyra.

O Wathanismo, também conhecido como Politeísmo Árabe ou Religião Pré-Islâmica é uma religião reconstrucionista que está revitalizando os cultos aos deuses da Arábia pré-islâmica.
Os pagãos de Meca chamavam sua religião de Din al-'Abāʼi-ka ou "Fé dos Antepassados".
Pouco se sabe sobre está religião e suas práticas, pois ainda há poucos praticantes, o culto se baseia principalmente nas três deusas patronas da cidade de Meca.

## Deidades
Al-Lat - Conhecida em muitos outros nomes como Lat, Latan e outros nomes, da palavra semética "Elat", que significa "Deusa", é uma deusa mãe. Deusa provavelmente mãe terra e mãe da criação.
Ela também é uma deusa. de proteção e também protetor dos animais selvagens, em uma oração a ela, ela foi convidada a proteger a pessoa do "destino" ou a reduzir seus efeitos, embora a oração mencionasse que, de qualquer maneira, não há como escapar do destino.
Al-Lat também é uma deusa da fertilidade.

Manat - Também conhecida como Manawat e outros nomes, é a Deusa do "Destino". e associado à "morte".
Al-Uzza - É a bela Deusa da guerra e da proteção, seu nome significa "O Poderoso" ou "O Poderoso".
Há outros deuses e deidades menores também.

## História
Na cidade de Palmyra, na Síria tinha um templo dedicado à deusa Al-Lat, mas no século IV, com os editais que proibiam as práticas de religiões pagãs, promulgados pelo imperador romano Teodósio I, o templo foi destruído, isto ocorreu numa campanha na qual o imperador enviou o prefeito pretório Materno Cinégio para destruir os templos pagãos do local.

Com o advento do Islamismo, na cidade de Ta'if, havia um templo que também era dedicado à deusa Al-Lat, porém sob ordens do profeta Maomé, o templo foi destruído.